# Niponia kometis
Niponia kometis är en mångfotingart som först beskrevs av Carl Graf Attems 1938.  Niponia kometis ingår i släktet Niponia och familjen Cryptodesmidae. Inga underarter finns listade i Catalogue of Life.